# クラ地峡横断鉄道
クラ地峡横断鉄道（クラちきょうおうだんてつどう）は、太平洋戦争中にタイ領マレー半島東岸チュムポーン県と西岸ラノーン県を結んでいた鉄道。英語名称は「Kra Isthmus Railway」。「クラ地峡鉄道」あるいは単に「クラ鉄道」とも呼ばれた。泰緬鉄道を補完する輸送ルートとしてほぼ同時期に建設され、第二の泰緬鉄道と呼ばれる場合もある。

## 概要
マレー半島の付け根に位置するクラ地峡は、最も狭い場所では幅約44km（キロメートル）というわずかな陸地で太平洋海域とインド洋海域を分断している。一方、両海域を横断しようとする船舶は南方1,000kmの難所、マラッカ海峡経由を強いられる。
1942年（昭和17年）の秋頃からマレー半島の西岸にイギリスやアメリカの潜水艦が出没し、航空優勢の喪失によって敵航空機の活動も激しくなっていた。そのため、シンガポールからビルマ（現・ミャンマー）への商船を使った海上輸送は不可能になり、輸送路を確保するためマレー半島の西岸と東岸を連絡する必要性が増していた。
クラ地峡西側に位置するラノーン県はクラブリー川を挟みビルマに面する国境地帯で、アンダマン海をのぞむ港湾拠点として有望とした旧日本陸軍は、鉄道と船舶の連携によってビルマ方面作戦に必要な軍需物資の輸送を企図した。この鉄道の敷設は1943年（昭和18年）春にクアラルンプールの南方軍第3野戦鉄道司令部にて計画され、大本営に提案された。この計画に対し大本営は、泰緬鉄道の工期を延期せず、労力と資材を南方軍で調達することを条件に許可を行った。

### 路線
路線は約90km、およそのルートが既設の自動車道（現・国道4号線）に沿う形で敷設された。シャム国鉄（現・タイ国鉄）チュムポーン駅（戦前、戦後はチュンポン駅と表記）を起点に西進し、ビルマ国境でもあるクラブリー川に沿って南に向きを変え、カオファーチー駅に至る。途中駅は7駅で、吉川利治『泰緬鉄道 : 機密文書が明かすアジア太平洋戦争』（1994）に掲載された路線図ではマーヤン、ターサーン、パークチャン、サワ、クラブリー（ナムチュートヤイ）、タップチャークと６つの駅名が明らかにされている。経路はほとんど平坦だったが、その半分が湿地帯で路盤工事に苦労したという。
将来的にマレー半島西岸を走るビルマ鉄道(en)イエ線に接続する計画があり、敷設工事の完了後も鉄道連隊鉄道第5連隊第4大隊がモールメンに残置されたが、果たされなかった。

### 建設
計画と設計は鉄道省から南方軍へ軍属として派遣された人員が停車場司令業務と兼務して行った。建設資材は主にマラヤ（現・マレーシア）クランタン州にて接収した資材を使用するなど、現地で調達された。レールは既設の鉄道から転用し、軌道に敷くバラストはチュムポーンから6km地点にあった沿線の岩山を爆薬で砕いて砕石を得ている。起点のチュンポーン駅と終着駅のカオファーチー駅の間には31の橋が掛けられた。
線路規格は1,000トン／日で、この輸送定量は泰緬鉄道が1943年2月に工期を短縮するため改訂したものと同一であった。同線の規格に照らし合わせると軌条は30kgレール、10トン貨車の15両編成を1日10列車という輸送力になる。ただしこの規格は計画でしかなく、1944年3月には輸送力を600トン／日に引き上げる改良工事が報告されている。
野戦鉄道司令部は自前の工事部隊を持たなかったため、路盤工事を内地から進出していた日本の土木業者による請負いとした。これは捕虜を使った工事が難航した泰緬鉄道の教訓も反映している。線路敷設以降の作業は泰緬鉄道の建設を担当した日本陸軍鉄道第9連隊第4大隊が担当し、鉄道の運行も行った。
作業を行った労務者はマラヤからマレー人および中国人1.9万人、タイ人約3,500人が招集されて、日本兵とともに工事に従事した。また、泰緬鉄道で建設にあたっていた特設鉄道隊（鉄道省の人員で構成）の一部がクラ地峡鉄道に派遣され、軍の指揮下で迅速な開通に尽力した。

### 運用
開通後はマレー半島の占領地域で軍政を所管したマライ軍政監部の元に置かれた。管轄はマライ鉄道局クラ分局で、運営は鉄道第11連隊（連隊長安藤恒雄）が担当した。
この鉄道は1944年（昭和19年）3月のインパール作戦の実施にあたって泰緬鉄道と並行してビルマ方面への物資・兵員輸送に活用された。物資はマレー鉄道でシンガポールを出発するとマレー半島をチュムポーン駅まで北上し、そこからクラ地峡鉄道を使って西岸のカオファーチーへ到達。船に積み替えてビルマのメルギーからアンダマン海沿いに北上し、ここから陸路でタボイ、モールメンを経由してビルマ鉄道に積み込みラングーンへと運ばれた。この経路は敵の妨害を受ける輸送艦での海上輸送を避けた「蟻輸送」であったが、海空から激しい妨害を受けたため輸送力は日に平均200トン程度に留まった。積み換えの多いルートのため軍需品輸送には不便で、主な用途は兵員輸送であった。輸送日量は1日あたり300人、1943年（昭和18年）11月から翌1944年9月にかけて22,000人を輸送した。
戦争末期には爆撃によって各所で路線が寸断されたが、終戦まで列車の運転は続けられた。末期はビルマへの輸送ルートよりもビクトリアポイント近辺の部隊への補給路として活用されたとされる。その一方、1945年1月20日に上奏された「帝国陸海軍作戦計画大綱」において、南方作戦の目的の一つがインド洋と太平洋に布陣する連合軍の合流を阻止し「交通及資源ハ所要ニ応シ適時破壊煙滅ス」と明確化された。これにより、敗色濃厚となった1945年6月から7月にかけてマレー半島西側カオファーチー・クラブリー間約30kmの線路が撤去された。

## 歴史
- 1859年 - イギリス・ロイド社のワイズ、シャム鉄道会社（Siam Railway Company）による[22]クラ地峡横断鉄道計画をラーマ4世に具申。後に計画破棄[注釈 6][24]。
- 1896年 - デンマーク人のシャウ（Major G. Schau）がクラ地峡を経由する鉄道建設を申請。ペッブリーからチュムポーンを経てラノーンへと結ぶものであったが、イギリスから干渉を受ける危険性を考慮し1898年にシャム国の大臣会議にて不許可とされる[25]。
- 1941年（昭和16年）
  - 12月8日 - 日本軍、タイ領内に侵入。輸送船伏見丸、良洋丸をチュムポーンに乗り付け、宇野支隊（指揮官は陸軍歩兵第143連隊長宇野節大佐）の主力約2,200名が上陸。タイ国警備隊約300名との戦闘が発生し犠牲者が出る[26]。
  - 12月14日 - 宇野支隊、クラ地峡を経由してマレー半島西岸のビクトリアポイント（英領ビルマ）を占領。クラ地峡には自動車道が通じており、11日早朝にチュムポーンを発った部隊は翌日昼過ぎにクラブリー川畔の集落クラブリに到達している[26]。
  - 12月21日 - 日泰攻守同盟条約公布[注釈 7]。
- 1942年（昭和17年） 1月25日 - タイ、英米に対し宣戦布告。
- 1943年（昭和18年）
  - 2月 - 建設中の泰緬鉄道が工期を短縮するため線路規格を3,000トン／日から1,000トン／日に変更[13]、それに伴い不足する輸送力を補完するルートの確保が必要となる[2]。
  - 3月 - 日本軍、鉄道ルート調査実施[2]。
  - 5月13日 - 日本、タイに対し鉄道建設を打診[2]
  - 5月31日 - タイ・日本政府代表により鉄道建設合意[注釈 8]。「クラ地峡横断鉄道建設ニ関係スル協定」調印[27]。
  - 6月1日 - クラ地峡横断鉄道建設隊（隊長は鋤柄政治大佐）が編成されて建設を開始。民間建設会社の鹿島、西松、錦城班がマレー半島から集めた労務者を使役した。『鹿島建設130年史』によると同社は土工の一部と橋梁800メートルを担当[8]。
  - 10月 - マレー鉄道東海岸線から転用したレールが到着[2]。
  - 10月18日 - 泰緬鉄道の貫通を前に陸軍鉄道第9連隊第7中隊がクラ地峡へ移動[28]。
  - 10月21日 - 泰緬鉄道とクラ地峡鉄道に機関車を大量に供給するためマレー鉄道全線にて第五次時刻改正を行い列車本数を削減[29]。
  - 10月27日 - 鉄道第9連隊第4大隊第7中隊が工事に取り掛かる。
  - 12月25日 - 開通式挙行[2]。
- 1944年（昭和19年）
  - 2月5日 - 鉄道第9連隊第4大隊第7中隊が泰緬鉄道に復帰[30]。
  - 3月 - 鉄道第9連隊、第4大隊第7中隊および第8中隊（大隊長矢野中佐）からなる一個大隊530名[30]をスマトラ横断鉄道建設に派遣[17]。
  - 3月8日 - インパール作戦開始[13]。
  - 5月 - 開通後も改良工事が続き、土木学会土木史によるとこの月が完全完成とされる[1][5]。
  - 7月3日 - インパール作戦中止[13]。
  - 10月 - 陸軍、マレー半部南部防衛のため第18独立守備隊に加えて第94師団を編成。師団司令部をチュムポーンに設置[21]。野砲兵第94連隊、マレー半島頸部防衛としてクラ地峡防衛に就く[31]。
  - 11月 - 連合軍の爆撃機20機による空襲でチュムポーン駅、倉庫、クラ地峡横断鉄道に大きな被害[32]。
- 1945年（昭和20年）
  - 2月 - 陸軍、第29軍作戦計画大綱によりマレー半島の縦貫交通路の確保を重要課題としてクラ地峡方面の防衛体制を整備。チュムポーンの防空を強化[21]。
  - 3月19日 - 四発爆撃機[32]37機[注釈 9]による空爆で壊滅
  - 6月15日 - 日本兵、カオファーチー側の線路の一部を6kmにわたって取り外す[注釈 10][32]。
  - 7月30日 - この日までにクラブリー川沿いのカオファーチー・クラブリー間のレールが30㎞がほぼ撤去される。取り外したレールは南線の引き込み線整備に転用[21][注釈 11]。
  - 8月5日 - チュムポ－ンのクラ地峡帯に掛けられた長い木橋が空爆を受け使用不可能になる[33]。

## クラ地峡横断鉄道の歌
建設に携わった鉄道第9連隊第4大隊の元隊員が1969年に刊行した文集『光と影』に、開通式で歌われたという『クラ地峡横断鉄道の歌』の歌詞が掲載されている。作詞作曲は南方軍総司令部鉄道司令部が行ったと伝えられている。

太平洋と印度洋

両手に大海呼びよせて

クラ鉄道が縁結び　ソラ

男の意気地だ　建設だ

セイロン睨んで　建設だ

## 労務者の問題
日本軍は周辺各国を通じて延べ2万人もの労務者（ロームシャ）を招集し鉄道建設に従事させているが、募集時の甘言に反した過酷な労働で少なからぬ労務者が逃亡、あるいは死亡したことが指摘されている。シンガポール戦犯法廷で英国国籍ロームシャ虐待の罪に問われ、錦城班の亀井嘉作が2年の実刑判決を受けた。ただ、泰緬鉄道と比べ残された情報が少なく、全貌についてはあまり知られていないのが実情である。

## 現状
戦後、イギリスがマレーシア国内の鉄道復興のために資材を転用したため、鉄道設備はほぼ現存しない。
跡地は道路整備に転用されるなど、周辺の発展に伴い消滅していったが、一部の路盤跡は残存している模様。時を経て現在でも当時の犬釘やレールが発掘されることがある。クラブリー・ラウン間の国道拡幅工事では、2013年に路肩の土中から爆撃を受けて折れ曲がったレールと見られる鉄材16本が発見された。
- カオファーチーには鉄道が存在したことを伝える記念公園があり、蒸気機関車が一両展示されている。しかしこれは賠償品として日本から持ち込まれた1950年製の新車であり[注釈 12]、当路線には一切関わっていない。さらに、公園の位置はかつて存在した鉄路と無関係の場所であることが判明している。

前述の通り、マラヤから資材が供出された折に多数の鉄道技師も動員され、当鉄道の拠点となるチュムポーンに技術者集団が出現した。これを契機に、チュムポーンは今に至るもタイ国有鉄道の車両整備工場が位置する重要拠点となっている。

## 今後
当ルートを踏襲する物流の新動脈が構想されている。
- クラ地峡ドライカナル計画 - 韓国鉄道技術研究院が提唱[24] [39]。

-船舶を水揚げし、地上の複数軌道で船舶ごと輸送するという構想。同システムは急傾斜にも強いことをアピールしており、当鉄道のルートに依らない最短経路を選定するとみられる。ただし、同技術はまだ実用段階にない。
- タイ国鉄新線計画

-チュムポーン県からラノーン県まで、ほぼ同じルートを走る国道4号を高速道路に昇格させ整備すると同時に、並走する複線鉄道を建設するもの 。ソムキット副首相が2018年8月の閣議にて公表したが、南本線の高速化事業が優先との判断により後に保留された。
-2021年、上記計画は撤回され、新たな経路で横断する「ランドブリッジ構想」が報道されている。チュムポーン中心部の南方約50km、ランスワン郡に新設する港湾施設を起点として国道4006号線に似た経路で南西に向かう。。ラノーン側にも大型港が新設され、両港を全長約90 kmの高速道路と鉄道で結ぶ。実現した場合、2040年以降の完成見込み。
- クラ地峡運河計画

- 中国が提唱。幅400mの大規模な運河を造成するもの。建設合意の噂が流れたが、タイ・中国ともに否定している。